# Latorpsbruk
Latorpsbruk is een plaats in de gemeente Örebro in het landschap Närke en de provincie Örebro län in Zweden. De plaats heeft 600 inwoners (2005) en een oppervlakte van 85 hectare.

## Verkeer en vervoer
De plaats had vroeger een station aan de hier opgeheven spoorlijn Örebro - Svartå. Vanuit dit station liep er daarnaast een smalspoor naar Garphyttan.